# Matt Phillips (piłkarz)
Matthew Phillips (ur. 13 marca 1991 w Aylesbury) – szkocki piłkarz angielskiego pochodzenia występujący na pozycji pomocnika w angielskim klubie West Bromwich Albion oraz w reprezentacji Szkocji. Wychowanek Wycombe Wanderers, w swojej karierze grał także w takich zespołach jak Blackpool, Sheffield United oraz Queens Park Rangers. Młodzieżowy reprezentant Anglii.